# Seleção Sérvia de Basquetebol Feminino
A Seleção Sérvia de Basquetebol Feminino é a equipe que representa a Sérvia nas competições internacionais. Mantida pela Federação Sérvia de Basquetebol (Cirílico sérvio: Кошаркашки савез Србије) é herdeira dos resultados esportivos da República Socialista Federativa da Iugoslávia, da República Federal da Iugoslávia e do Estado da Sérvia e Montenegro.
A nova equipe foi criada após o fim do Estado da Sérvia e Montenegro, com o plebiscito sobre a independência de Montenegro realizado em 2006 e sua estreia foi no EuroBasket 2007.

## Medalhas
- Jogos Olímpicos
  -  Bronze (1): 2016

- EuroBasket Feminino
  -  Ouro (1): 2015

- Jogos do Mediterrâneo
  -  Prata (1): 2009